# Trimma filamentosus
Trimma filamentosus és una espècie de peix marí de la família dels gòbids i de l'ordre dels perciformes. Poden assolir 2,8 cm de longitud total.
És un peix de clima tropical que viu fins als 24 m de fondària que es troba des de Jiddah (Aràbia Saudita) fins al Golf d'Aqaba.